# Текила покер
Текила покер (англ. Tequila Poker) — банковая игра. Текила покер используют колоду из 52 карт. Цель игры — набрать по возможности старшую комбинацию играя в «Tequila Poker», или сумму очков, играя в «High Tequila».

## Правила игры Текила покер
Игроку в Текила покер сдают 4 карты. Затем игрок может сбросить карты или продолжить игру, получив ещё 2 карты из колоды и сделать ставку на «Tequila Poker» или на «High Tequila».

### Ставка «Tequila Poker» в покере
Игрок собирает покерную комбинацию на 5 картах начиная с двух тузов. Ставка «ante» оплачивается 1:1, а ставка «Tequila Poker» — в соответствии с таблицей выплат.
Таблица выплат
| Покерная комбинация из карт | Выигрыш по ставке «Tequila Poker» |
| --------------------------- | --------------------------------- |
| Роял Флеш                   | 200 к 1                           |
| Стрит Флеш                  | 50 к 1                            |
| Каре                        | 15 к 1                            |
| Фулл-хаус                   | 8 к 1                             |
| Флеш                        | 7 к 1                             |
| Стрит                       | 5 к 1                             |
| Тройка                      | 3 к 1                             |
| Две пары                    | 2 к 1                             |
| Пара тузов                  | 1 к 1                             |

### Ставка «High Tequila» в покере
Игрок использует 5 карт из 6 для получения максимальной суммы номиналов карт, и если полученная сумма 46 и выше — выплачивается ставка «ante» 1 к 1 и ставка «High Tequila» в соответствии с таблицей выплат. Ценность карт: Туз — 11 очков, «картинки» (валет, дама, король) — 10 очков, остальные по номиналу от 2 до 10 очков.
| Количество очков | Выигрыш по ставке «High Tequila» |
| ---------------- | -------------------------------- |
| 54               | 200 к 1                          |
| 53               | 15 к 1                           |
| 52               | 7 к 1                            |
| 51               | 4 к 1                            |
| 50               | 3 к 1                            |
| 49               | 2 к 1                            |
| 46-48            | 1 к 1                            |